# Phaca intonsa
Phaca intonsa là một loài thực vật có hoa trong họ Đậu. Loài này được (E. Sheld.) Rydb. ex Small miêu tả khoa học đầu tiên năm 1933.